# VIRA
Віра Вікторівна Галушка (нар. 3 лютого 1982, Дніпродзержинськ, нині Кам'янське, Дніпропетровська область, УРСР), що виступає під псевдонімом VIRA (раніше відома як Віра Брежнєва) — українська співачка, акторка та телеведуча, ВІЛ\СНІД-активістка. Колишня учасниця гурту «ВІА Гра».
До повномасштабного вторгнення РФ до України жила та працювала в Росії. 2020 року у співавторстві з Монатиком уперше випустила пісню українською мовою. Після повномасштабного вторгнення Росії в Україну виїхала з Росії в Італію, засудила країну-агресора та влаштувалася волонтеркою для допомоги біженцям з України.

## Життєпис
Батько працював на Придніпровському хімічному заводі, мати Тамара закінчивши медичне училище, працювала там же. Має тьрох сестер: старшу Галину й молодших-двійнят Анастасію та Вікторію.
З дитинства займалася спортом, танцями та навчалася в музичній школі, вивчала з репетитором англійську мову. Закінчила заочне відділення Дніпропетровського інституту інженерів залізничного транспорту за фахом економіст.
2007 року пішла у творчу відпустку, присвятивши себе родині.
Разом із російською дизайнеркою Ханною Хмелевою відкрила магазин жіночого одягу Myseasons у Санкт-Петербурзі, у грудні 2023 року втратила право власності на нього.

## Родина
- Доньки Софія (2001) і Сара (2009)[8]
- Колишній чоловік ― український бізнесмен Михайло Кіперман[9] (одружилися 2006)
- Колишній чоловік ― український продюсер і композитор Костянтин Меладзе[10] (2015―2023)

## Кар'єра
У листопаді 2002 року запрошена на кастинг до гурту «ВІА Гра» на місце Альони Вінницької, який пройшла. У січні 2003 року постала в оновленому складі гурту з Надією Мейхер та Ганною Сєдоковою. Він настільки полюбився аудиторії, що цей склад називають «золотим» складом гурту.
У 2013 та 2014 роках брала участь у шоу «Хочу до „ВІА Гри“» та «Хочу до Меладзе».
У березні 2019 року в інтерв'ю Манучарову В'ячеславу Рафаельовичу заявила, що не вважає себе українською співачкою.

## Дискографія

### У складі гурту «ВІА Гра»
- 2003 — Стоп! Снято!
- 2003 — Биология
- 2004 — Stop! Stop! Stop!
- 2005 — Бриллианты
- 2007 — L.M.L.

### Сольно
- 2010 — Любовь спасёт мир
- 2015 — VERVERA
- 2020 — V. (мініальбом)

### Під псевдонімом VIRA
- 2023 — Дякую (мініальбом)

## Фільмографія
- 2004 — Сорочинський ярмарок — Мотря, сестра Параски
- 2009 — «Кохання у великому місті» — Катя Ісаєва
- 2010 — «Кохання у великому місті 2» — Катя Ісаєва
- 2010 — «Ялинки» — камео
- 2011 — «Ялинки 2» — камео
- 2012 — «Джунглі» — Марина
- 2013 — «Кохання у великому місті 3» — Катя Ісаєва
- 2016 — «Мажор-2» — камео
- 2016 — «8 кращих побачень» — Марія Соколова

## Нагороди
- Нагороджена орденом княгині Ольги III ступеня (2009).

- 2020 — Top Hit Music Awards, перемога у номінації «Відеокліп року (змішаний вокал) YouTube Ukraine» за відеокліп «вечерИночка» (feat. MONATIK)